# Siemens Brothers
Siemens Brothers and Company Limited fue una empresa de diseño y fabricación de sistemas eléctricos con sede en Londres, Inglaterra, activa entre 1858 y 1968, cuando cerró definitivamente sus puertas. Se fundó como sucursal de la empresa alemana de ingeniería eléctrica Siemens & Halske, cuyo director Werner Siemens puso al frente de la rama del negocio en el Reino Unido a su hermano menor Carl Wilhelm Siemens (posteriormente conocido como William Siemens, tras nacionalizarse británico).

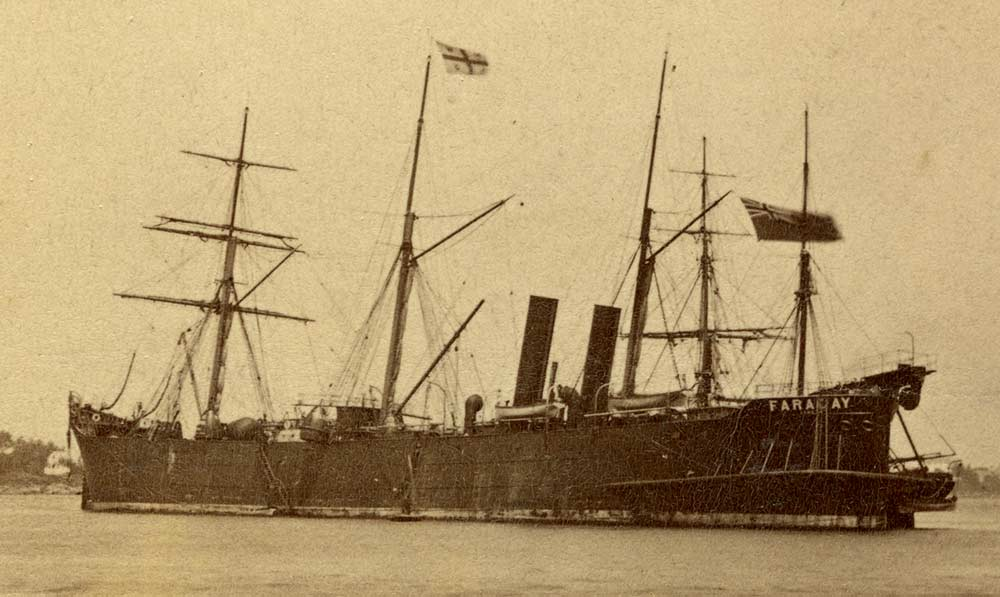
El buque cablero CS Faraday, propiedad de Siemens Brothers and Company, poco después de su botadura en 1874. Diseñado por Sir William Siemens, fue desguazado en 1950. Había sido sustituido en 1923 por un nuevo CS Faraday, hundido por las bombas alemanas en 1941

La factoría principal se encontraba en Woolwich, donde se produjeron cables y aparatos eléctricos de baja tensión desde 1863 hasta 1968. La zona situada entre la barrera del Támesis y el astillero de Woolwich ha conservado varios edificios de interés histórico de la antigua compañía. Se construyeron nuevas instalaciones en Stafford en 1903 y en Dalston en 1908.
Durante la Primera Guerra Mundial, la compañía fue comprada por un consorcio británico porque la mayor parte de su propiedad estaba en manos de enemigos extranjeros.
Siemens Brothers and Company Limited fue comprada por Associated Electrical Industries en 1955. En ese momento su negocio abarcaba la fabricación, venta e instalación de cables submarinos y terrestres; líneas aéreas de telégrafo, teléfono y transmisión de energía; centrales telefónicas públicas y privadas; equipos de transmisión y cables portadores para líneas telefónicas; y equipos marinos de radio y señalización. A través de sus filiales se dedicaba a la fabricación de lámparas de todo tipo, material eléctrico diverso y señalización eléctrica ferroviaria.

## La familia Siemens
Los hermanos Siemens provenían de una familia alemana de clase media alta altamente educada, a pesar de sus circunstancias económicas relativamente humildes. Su padre cultivaba una finca arrendada, y los hermanos mayores de la familia nacieron en el reino de Hannover. En 1823, el año en que nació Carl Wilhelm (después conocido como William), la familia se mudó a la costa del Báltico, cerca de Lübeck. Ambos padres habían muerto cuando Carl Wilhelm tenía 17 años.
Entre los miembros más destacados de la familia por su actividad profesional, se puede reseñar a:
- Werner Siemens (1816-1892): el mayor de los hermanos varones que alcanzaron la edad adulta. Fundó la primera y principal compañía del conglomerado familiar de empresas, Siemens & Halske.[6]
- Carl Wilhelm Siemens (1823-1883): Sir William Siemens, era el cuarto de los ocho hijos supervivientes de la familia. Naturalizado ciudadano británico, sus principales intereses eran el alumbrado eléctrico y el telégrafo. Fundó Siemens Brothers en el Reino Unido.[6]
- Carl Heinrich von Siemens (1829-1906): abrió una sucursal en San Petersburgo en 1853, y luego se unió a William en Londres en 1869. En la década de 1880 regresó primero a Rusia y luego a Berlín para convertirse en el director de Siemens & Halske después de la muerte del hermano mayor, Werner Siemens.[6]
- Alexander Siemens (1847-1928): primo lejano que se unió a William en Woolwich en 1867. Adoptado por Sir William y su esposa, que no tenían hijos, también se convirtió en súbdito británico naturalizado. Consejero Delegado de 1889 a 1899, permaneció en el consejo de Siemens Brothers hasta su jubilación en 1918, a los 70 años.[7]

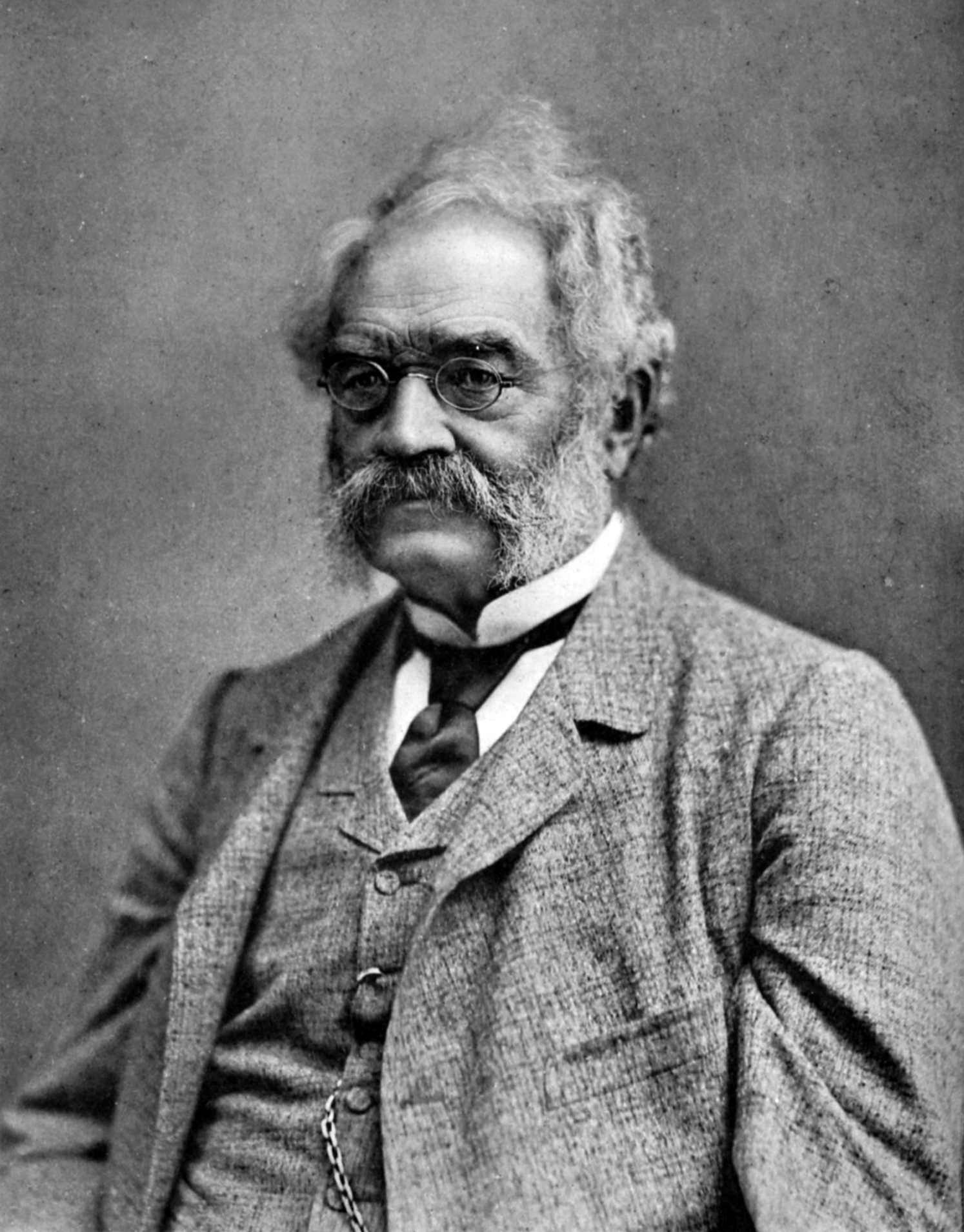
Werner
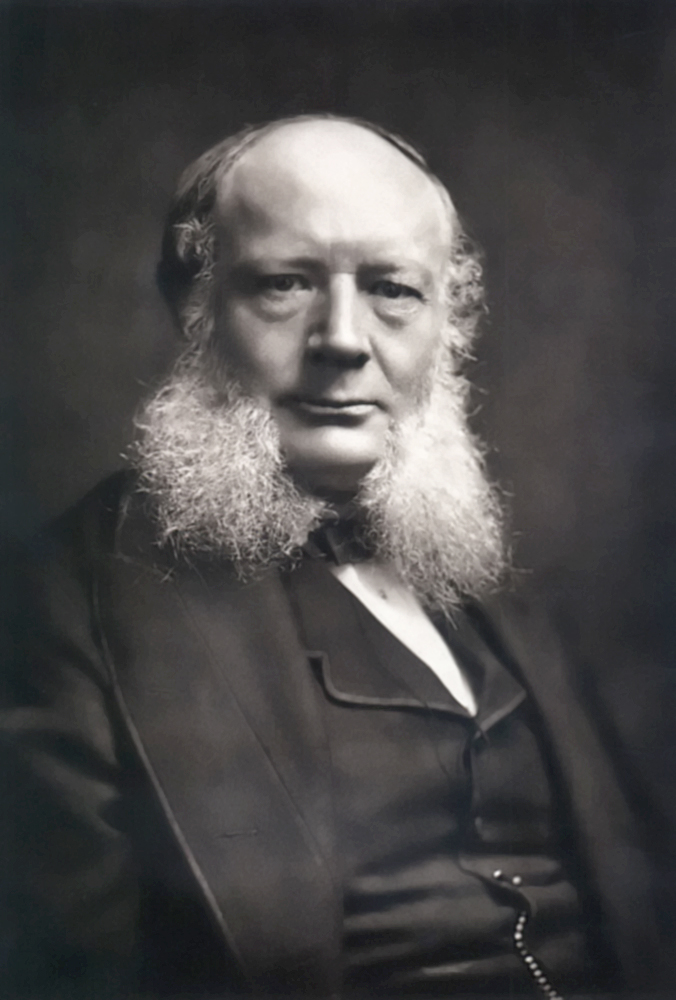
Sir William
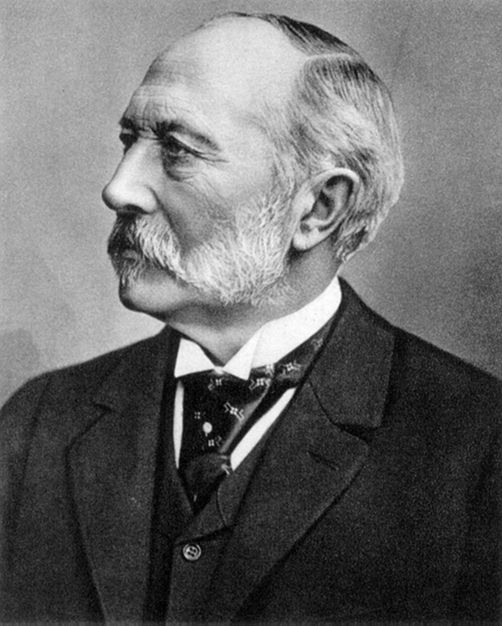
Carl

La distribución de los beneficios entre los hermanos, que refleja la forma de repartirlos pero no así la propiedad del negocio, era la siguiente:
|                 | Werner | William | Carl |
| --------------- | ------ | ------- | ---- |
| Berlín          | 50     | 25      | 25   |
| Londres         | 35     | 45      | 20   |
| San Petersburgo | 35     | 20      | 45   |

## Siemens y Halske, 1858-1865
El 1 de octubre de 1858, la empresa alemana Siemens & Halske fundó una empresa inglesa denominada Siemens & Halske & Company, una sociedad propiedad de William Siemens, del fabricante de cables R S Newall de Gateshead y de Siemens & Halske de Berlín. Su propósito era promover la instalación del nuevo cable submarino desarrollado por Newall. La sucursal de Londres estaba bajo el control de William (posteriormente, Sir William Siemens, y anteriormente conocido como Carl Wilhelm Siemens). Sir William, nacido en Hannover, fue a Inglaterra en 1843 para vender una patente que compartía con su hermano Werner. Encontró empleo en Birmingham con los ingenieros Fox, Henderson & Co y se convirtió en súbdito británico naturalizado en 1859, el mismo día en que se casó con la hija de un abogado de Edimburgo. Su hermano era socio comercial de Lewis Gordon de R S Newall. Durante la década de 1850, Sir William desarrolló el horno regenerativo.
Después de varias fallos en los cables de Newall instalados, se cortó la alianza entre ambas empresas a finales de 1860.
En 1865, Johann Georg Halske, socio de Siemens & Halske, se retiró de la sucursal inglesa tras los problemas de la empresa londinense, que pasó a denominarse Siemens Brothers.

## Siemens Brothers Telegraph Works

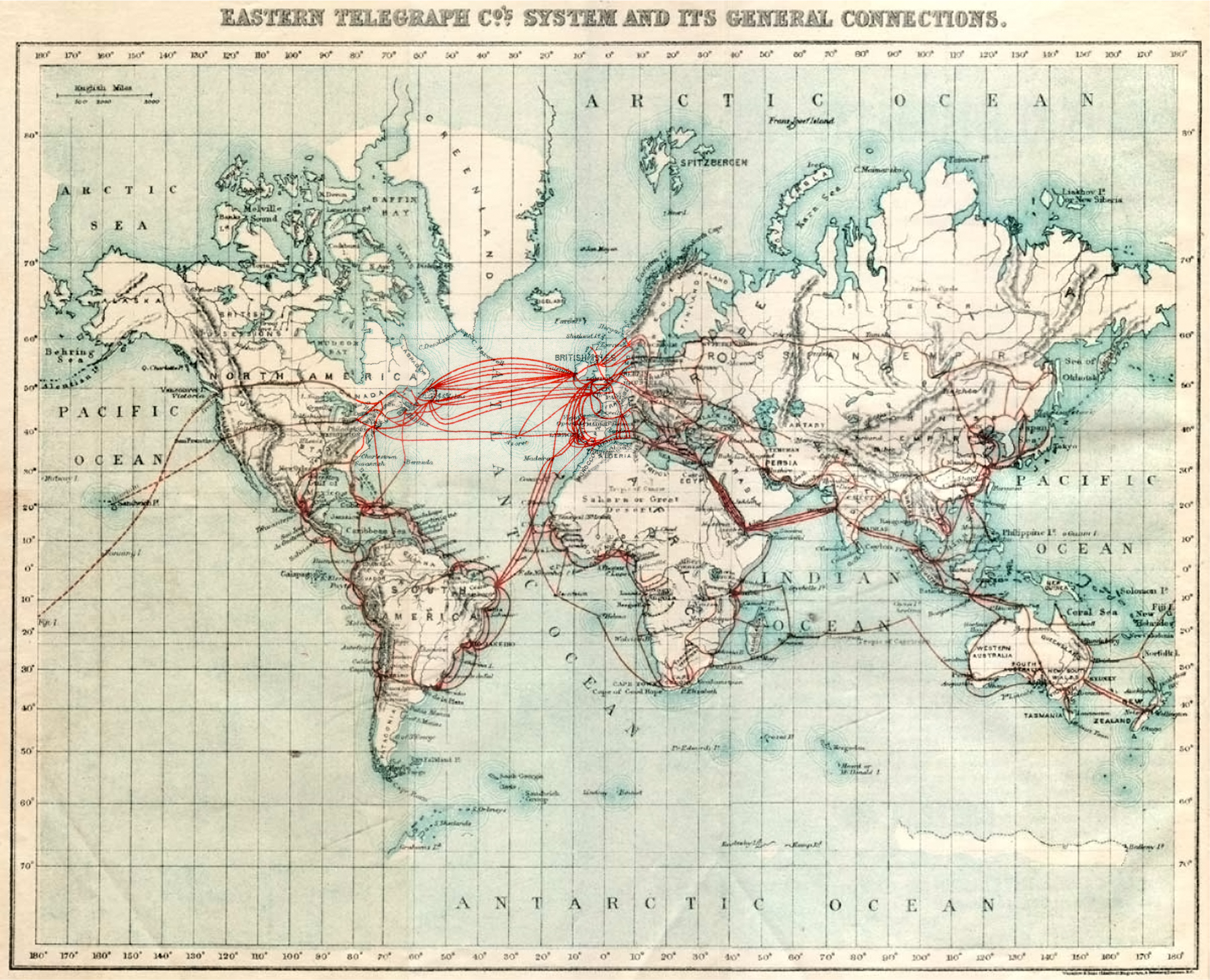
Rutas de cables telegráficos submarinos (1901)

### Cables submarinos
Siemens Brothers Telegraph Works abrió como una nueva fábrica de cables en Woolwich, Londres, en 1863. Se expandió para ocupar más de 6 acres (2,4 ha) y emplear a más de 2000 personas. En 1869, las firmas de Londres y Berlín construyeron y colocaron conjuntamente una línea de telégrafo de Prusia a Teherán, que formaba una parte principal de la línea directa de Inglaterra a la India, de 2750 millas (4430 km). Entre los principales cables fabricados y tendidos por Siemens Brothers entre 1873 y 1883, se encuentran los siguientes:
- En 1874-5, la firma de Londres en solitario completó el primer cable telegráfico transatlántico directo, conocido como DUS,[6] hasta los Estados Unidos.
- En 1876 se estudió en Francia tender un cable directo París-Nueva York, y en marzo de 1879, el banquero Pouyer-Quertier dio la orden de instalarlo a Siemens Brothers. El cable se terminó de fabricar en Woolwich a mediados de junio, cuando el buque "Faraday" se dispuso a iniciar las operaciones de tendido bajo el control de Ludwig Loeffler. El cable principal fue entregado a los propietarios en poco más de cuatro meses. Por aquel entonces, ni en Francia ni en EE. UU. se disponía de la tecnología necesaria para tender cables submarinos.
- 1881 Cable Norte de la Western Union de Inglaterra a Nueva Escocia.
- 1882 Cable Sur de la Western Union de Inglaterra a Nueva Escocia.[9]

La construcción y el tendido de cables siguieron siendo la ocupación principal de la empresa hasta la muerte de Sir William en 1883. Tras su muerte, se le ofrecieron acciones, algo contra su voluntad, al gerente de Londres, Johann Carl Ludwig Loeffler (1831-1906) para conservar sus servicios. Logró aumentar su participación al 25%, pero hubo desacuerdos sobre cómo se administraba la empresa y Alexander Siemens, el hijo adoptivo de William, reemplazó a Loeffler en 1888. Werner compró la participación accionarial de Loeffler, que murió en el Tirol 18 años después, dejando un patrimonio de más de 1,5 millones de libras esterlinas. Fue un inversor destacado en las minas de Australia Occidental.

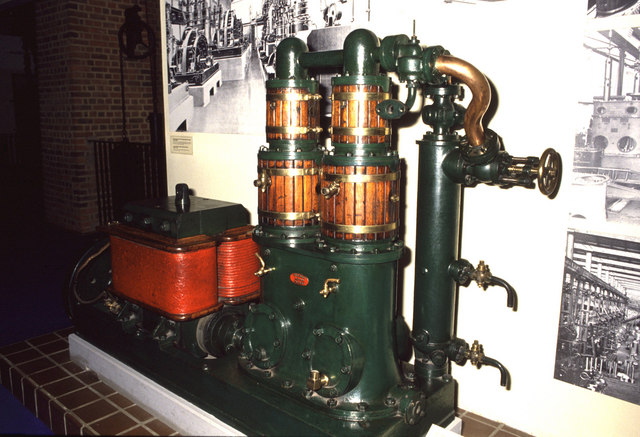
Dínamo Siemens de 10 kW funcionando a 450 rpm con su motor de vapor Willans

### Productos de alta tensión
La invención de la dinamo en 1867 condujo a un cambio en Siemens, cuyo interés empresarial pasó de los productos de baja tensión a los sistemas de alta tensión, coincidiendo con que la dirección de Berlín estaba deseosa de que el negocio de Londres dejara de depender de los cables submarinos. La primera central eléctrica moderna de alto voltaje del mundo se inauguró en 1891, en Deptford East. Diseñada en 1887 por Sebastian de Ferranti, ex aprendiz de Siemens de 23 años, fue construida por la London Electricity Supply Corporation en la orilla del Támesis en Deptford Creek, dos millas y media al oeste de la factoría de Siemens en Woolwich. El Consejo del Condado de Londres desaconsejó la ampliación de la fábrica de Siemens en su antiguo emplazamiento, por lo que después de considerar otros lugares, la nueva planta industrial se establecería en Stafford, para lo que en 1900 se compraron 500 acres (202 ha) de terreno. La construcción comenzó en 1901.
Tras la invención de la lámpara de arco, Siemens Brothers comenzó su fabricación a gran escala.

### Reorganizaciones
En diciembre de 1880 se formó una sociedad de responsabilidad limitada para ser propietaria de la empresa, que se denominó Siemens Brothers and Company Limited. Contaba con tan solo siete accionistas, el mínimo legal. Todos excepto Loeffler eran miembros de la familia Siemens. William fue nombrado presidente y Loeffler director general.
En 1899, la familia Siemens recompró todas las acciones que no estaban en sus manos.
Para 1900, Siemens Brothers había construido y tendido siete cables telegráficos a través del Atlántico Norte.

## Factorías de Stafford y Dalston
En 1903 se formó una nueva sociedad con Elektrizitäts-Aktiengesellschaft vormals Schuckert & Co de Núremberg, denominada Siemens-Schuckertwerke, para desarrollar todo su negocio de sistemas de alta tensión de propiedad conjunta. El primer paso en Inglaterra fue construir una nueva fábrica en Stafford para equipos de alta tensión. En 1906, Siemens-Schuckertwerke arrendó la fábrica de Stafford, formando una empresa para explotarla, a la que llamó Siemens Brothers Dynamo Works Limited.
En noviembre de 1919, English Electric anunció que había comprado la planta de Siemens en Stafford (Siemens Brothers Dynamo Works Limited y su organización de ventas e ingeniería correspondiente) y que había firmado "un acuerdo de trabajo con Siemens Brothers and Co para el intercambio preferencial de los productos especiales de cada empresa".
En 1908, Siemens Brothers Dynamo Works Limited abrió una fábrica de lámparas de filamento metálico en un local alquilado en Tyssen Street, Dalston, Londres. En 1919 su capacidad era de 2,5 millones de lámparas por año, pero los avances tecnológicos dejaron sus productos obsoletos y la fábrica de Dalston cerró en 1923.

## Alrededor de la Primera Guerra Mundial

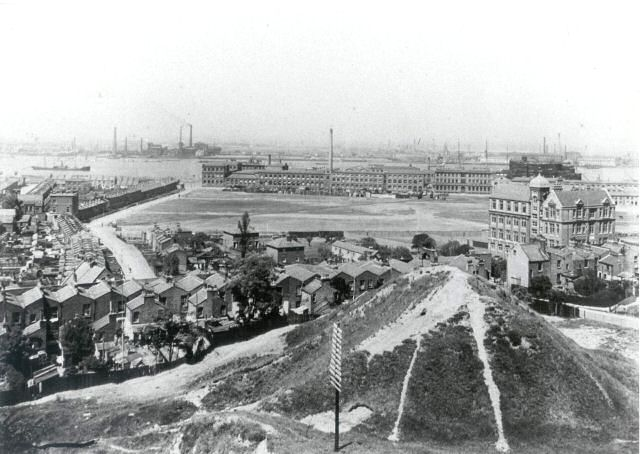
Factoría de Siemens Brothers en Woolwich, vista desde Maryon Park en 1905

En 1911 la compañía estaba obteniendo beneficios, y se construyeron nuevas instalaciones en Woolwich, como un edificio de cinco pisos en forma de L utilizado para fabricar cables de alambre de cobre recubiertos de goma, que se encontraba entre las fábricas más grandes de Londres cuando se construyó. También en 1911, se levantó un nuevo edificio de oficinas con el mismo estilo de ladrillo liso. Justo antes de la Primera Guerra Mundial, Siemens tenía más empleados en Gran Bretaña que en Alemania (alrededor de 10.000).
Bajo la Ley de Comercio con el Enemigo de 1914, la propiedad extranjera se transfirió al Fideicomisario Público del Reino Unido. Después de una enmienda de 1916 a esa ley, se convocó una licitación para su venta. La enmienda requería que se vendieran los activos enemigos y que el mismo administrador mantuviera las ganancias hasta el final de las hostilidades. Siemens Brothers and Company fue comprada por Messrs C Birch Crisp and Co el 14 de diciembre de 1917. El financiero Charles Birch Crisp dirigía un consorcio de inversores que no estaban relacionados con la industria de la ingeniería eléctrica.
En 1920 se informó de que el terreno y los edificios en Woolwich cubrían alrededor de diecisiete acres y medio.
Actividades:
Cables fabricados: el catálogo creció para incluir líneas eléctricas subterráneas de super alta tensión, líneas troncales de telégrafo y cables telefónicos subterráneos, líneas aéreas y cables de luz eléctrica.
Aparatos fabricados: pasó de los aparatos de telégrafo a incluir: aparatos de señalización marinos y mineros, instrumentos científicos y de medición, telegrafía inalámbrica, centrales telefónicas (manuales y automáticas) y aparatos, baterías húmedas y secas, líneas fijas, ebonita, accesorios para cables y cajas de conexiones.

### Escisiones
- Siemens and English Electric Lamp Company Limited: Anteriormente conocida como English Electric and Siemens Supplies Limited desde el 1 de enero de 1923, esta empresa de propiedad conjunta se hizo cargo de las fábricas de lámparas eléctricas en Dalton y Preston. También controlaba la venta de las lámparas que fabricaba y proporcionaba la organización de ventas para Siemens y English Electric de alambres y cables, sistemas de cableado doméstico y accesorios, fusibles Zed, aparatos inalámbricos, teléfonos, instrumentos, etc.[15]
- Siemens & General Electric Railway Signal Company Limited: En 1926, Siemens Brothers y GEC, combinaron sus actividades de señalización ferroviaria para formar Siemens & General Electric Railway Signal Co.[19]
- Submarine Cables Limited: En 1935, Siemens Brothers fusionó su división de cables submarinos con Telegraph Construction and Maintenance Company para formar Submarine Cables Ltd.[20]

## Segunda Guerra Mundial
Se transfirió a custodia de la propiedad de enemigos una participación accionarial del 15% perteneciente a Siemens & Halske. La cobertura de Siemens Brothers en todo el campo de las telecomunicaciones significó que el volumen y el rango de su suministro de cables y aparatos durante la guerra fue enorme y se extendió a la fabricación de equipos de radar. La fábrica de Woolwich fue severamente bombardeada (27 ataques aéreos se dirigieron contra la planta) y muchos edificios fueron destruidos o dañados. Poco antes de la guerra, la fuerza laboral ascendía a más de 9.000 personas. Durante la guerra cayó a alrededor de 7.000. Después de la guerra, Siemens Brothers se unió a Metropolitan-Vickers Electrical Company para seguir desarrollando radares para barcos.

### Operación PLUTO
Uno de los muchos componentes críticos de la batalla de Normandía durante la última etapa de la Segunda Guerra Mundial era garantizar un suministro constante de combustible a las fuerzas de aliadas. La operación PLUTO (PipeLine Under The Ocean) fue idead por A.C. Hartley, ingeniero jefe de la Anglo-Persian Oil Company, quien sugirió a Siemens Brothers que se podría modificar un cable submarino para transportar gasolina por debajo del canal a Francia. La experiencia de Siemens Brothers con cables de presión de gas condujo al diseño, fabricación y prueba (bajo el Támesis) de lo que se convirtió en el oleoducto bajo el océano. PLUTO entregó más de un millón de galones (5000 m³) de gasolina de Inglaterra a Francia cada día. El mero tamaño de la estructura requería la participación de muchas otras empresas en la fabricación de tramos individuales. El nombre en clave de la operación PLUTO era HAIS: Hartley, Anglo-Iranian, Siemens.

## Período de posguerra

### Nuevos propietarios

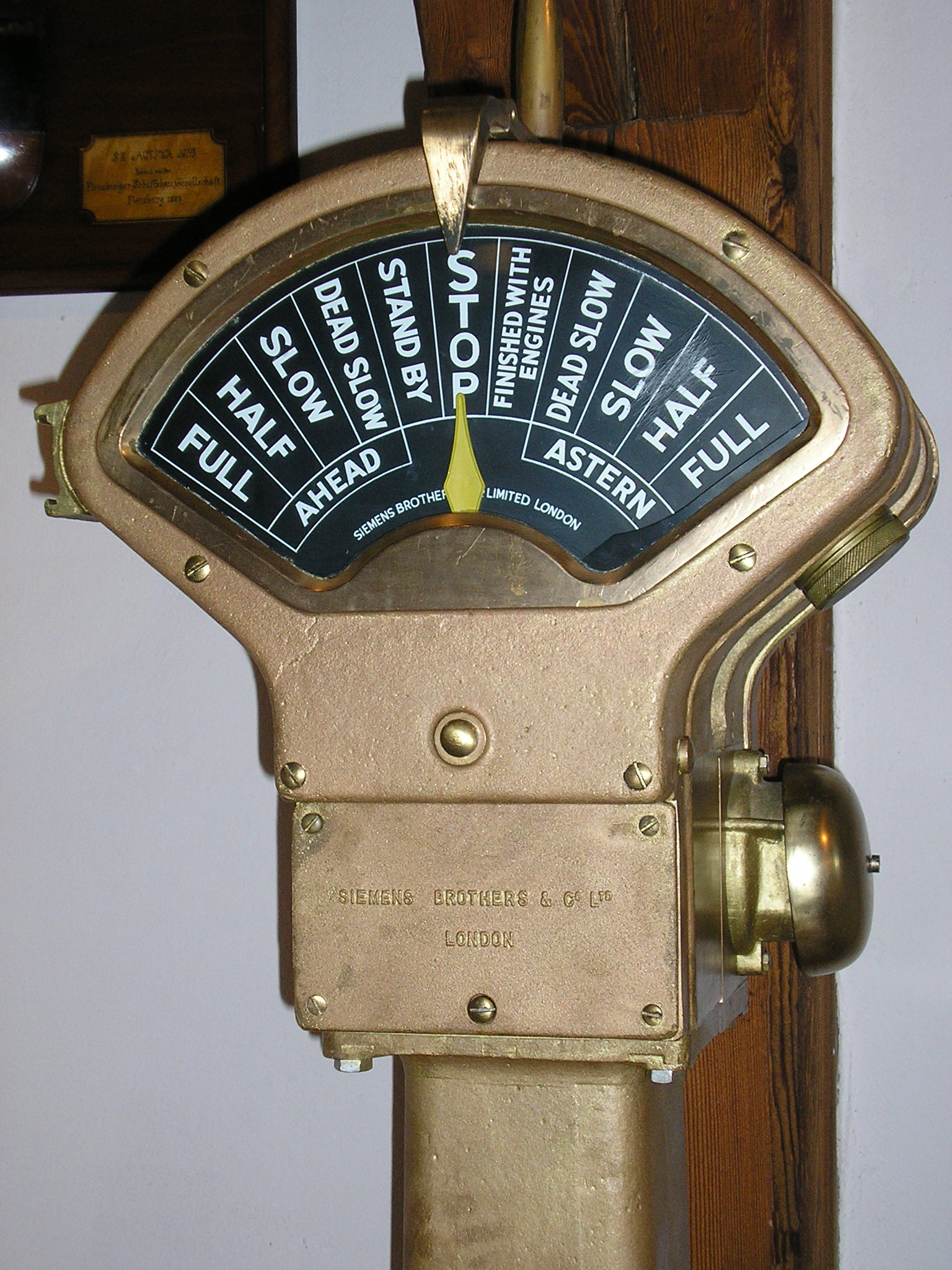
Telégrafo náutico

- AEI, Associated Electrical Industries Limited, compró en 1951 al custodio de la propiedad enemiga[24][25] el 15% del capital de Siemens Brothers, que anteriormente pertenecía a Siemens & Halske, y se le transfirió en junio de 1929.[21] Se había traspasado teniendo en cuenta ciertos acuerdos de licencia y de servicios técnicos con Siemens Brothers a cambio de una participación de igual valor en su empresa.

Associated Electrical Industries Limited ofreció comprar el resto de Siemens Brothers en diciembre de 1954, ofreciendo sus propias acciones a cambio de acciones de Siemens Brothers. Su oferta fue aceptada por más del 90% de los accionistas, por lo que pasó a ser de su propiedad el 25 de enero de 1955.
- Siemens Edison Swan Limited 1957[27]
- GEC, General Electric Company (P.L.C.), en 1967 se hizo cargo de AEI.

### Cierre
A pesar de la racionalización y la inversión adicional, el diseño y la antigüedad de las fábricas de Woolwich se convirtieron en un obstáculo en el camino de los nuevos métodos de producción. Después de la adquisición de AEI, la fábrica de Woolwich produjo principalmente conmutadores telefónicos Strowger para la General Post Office. Después de que estos dispositivos se volvieron cada vez más obsoletos, el presidente de GEC, Sir Arnold Weinstock, no estaba dispuesto a invertir en la modernización de la planta de Woolwich (donde en ese momento trabajaban 6.000 personas), que se cerró a principios de 1968. Esto sucedió un año después del cierre de la Royal Ordnance Factory en el Royal Arsenal, con mucho, el empleador más grande en Woolwich, con Siemens a continuación. Ambos cierres generaron desempleo a gran escala en la zona y décadas de dificultades económicas y sociales.

## Legado

### Algunas innovaciones introducidas por Siemens Brothers
- Centralita telefónica automática: 1914, King's College Hospital, Londres
- Radio marina de onda corta: 1927, en el buque s.s. Carintia
- Indicador de llegada de trenes (operado eléctricamente): 1934, Estación de Paddington, Londres
- Transmisión exterior de televisión: 1937, ceremonia de la Coronación, fabricación y tendido del cable utilizado
- Cable telefónico transatlántico: 1956, 9/10 del cable, 4200 millas náuticas, cable fabricado por Submarine Cables[28]

### Patrimonio industrial
En los terrenos de Woolwich de la compañía, que una vez abarcaron treinta y cinco acres (14,2 ha), varios edificios dan testimonio de un rico patrimonio industrial. Parte de las edificaciones originales fueron destruidas o severamente dañadas por los bombardeos durante la Segunda Guerra Mundial, incluido el edificio más antiguo, que databa de 1863-65. Distintos tipos de edificios de dos y tres pisos de las décadas de 1870, 80 y 90 se encuentran en el lado norte de Bowater Road. La sección occidental de 1871 y 1873 está en gran parte abandonada. La sección central fue reconstruida después de los daños de la guerra, y la sección este ha sido renovada. Las últimas secciones ahora forman parte del mayor complejo artístico de Londres, Thames-Side Studios. Al otro lado de Bowater Road, han sobrevivido varios edificios de ladrillo de cinco pisos de 1911, 1926 y 1942, junto con un edificio en gran parte de hormigón de 1937. Cerca de la barrera del Támesis se encuentra la escuela de radio marina de 1946, una empresa conjunta de Siemens Brothers con Metropolitan Vickers. Electrical Co. Ltd., dedicada a la capacitación en el uso de equipos de radar y radio.

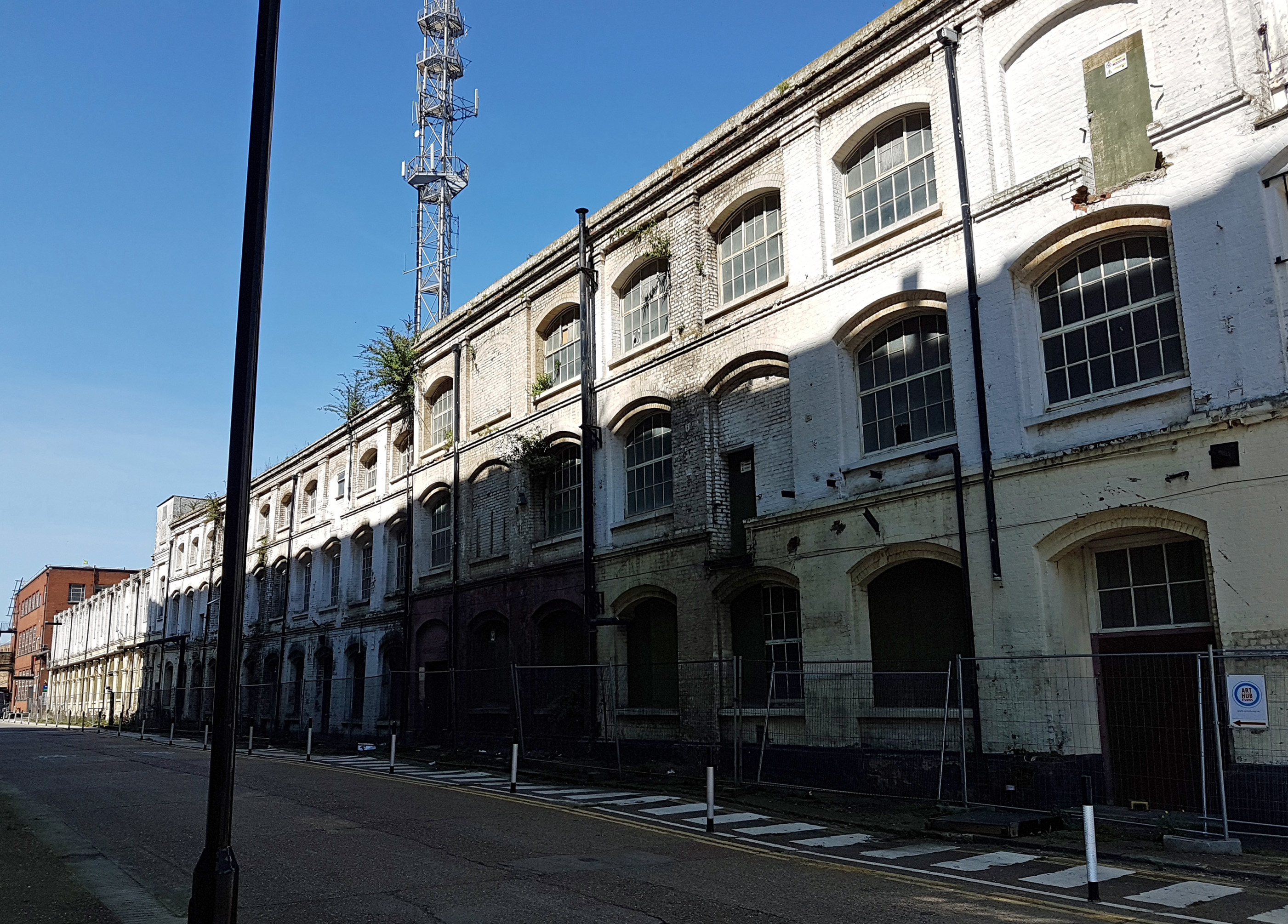
Los edificios más antiguos de Woolwich, 1871-73
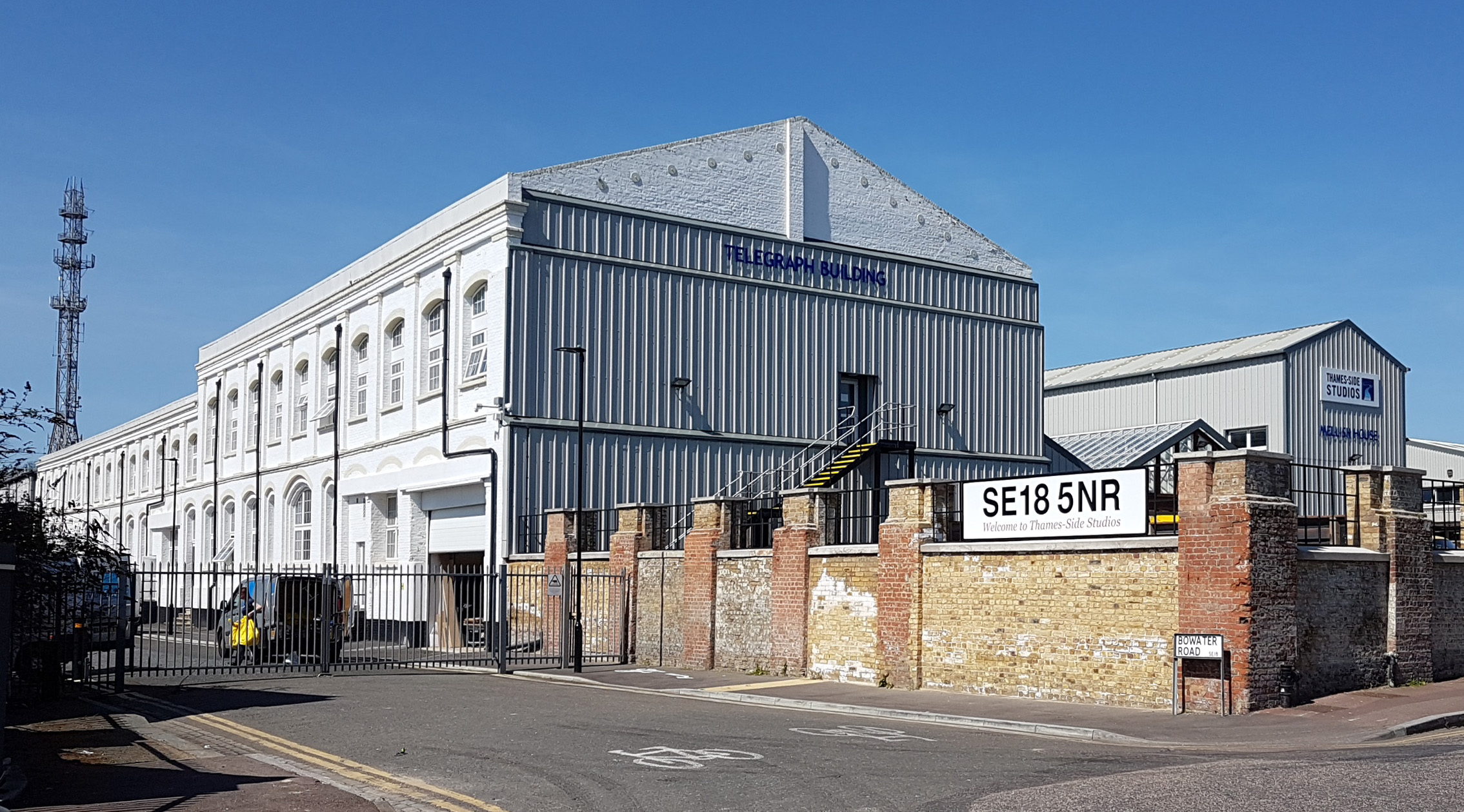
Sector de la década de 1890, ahora estudios de artistas
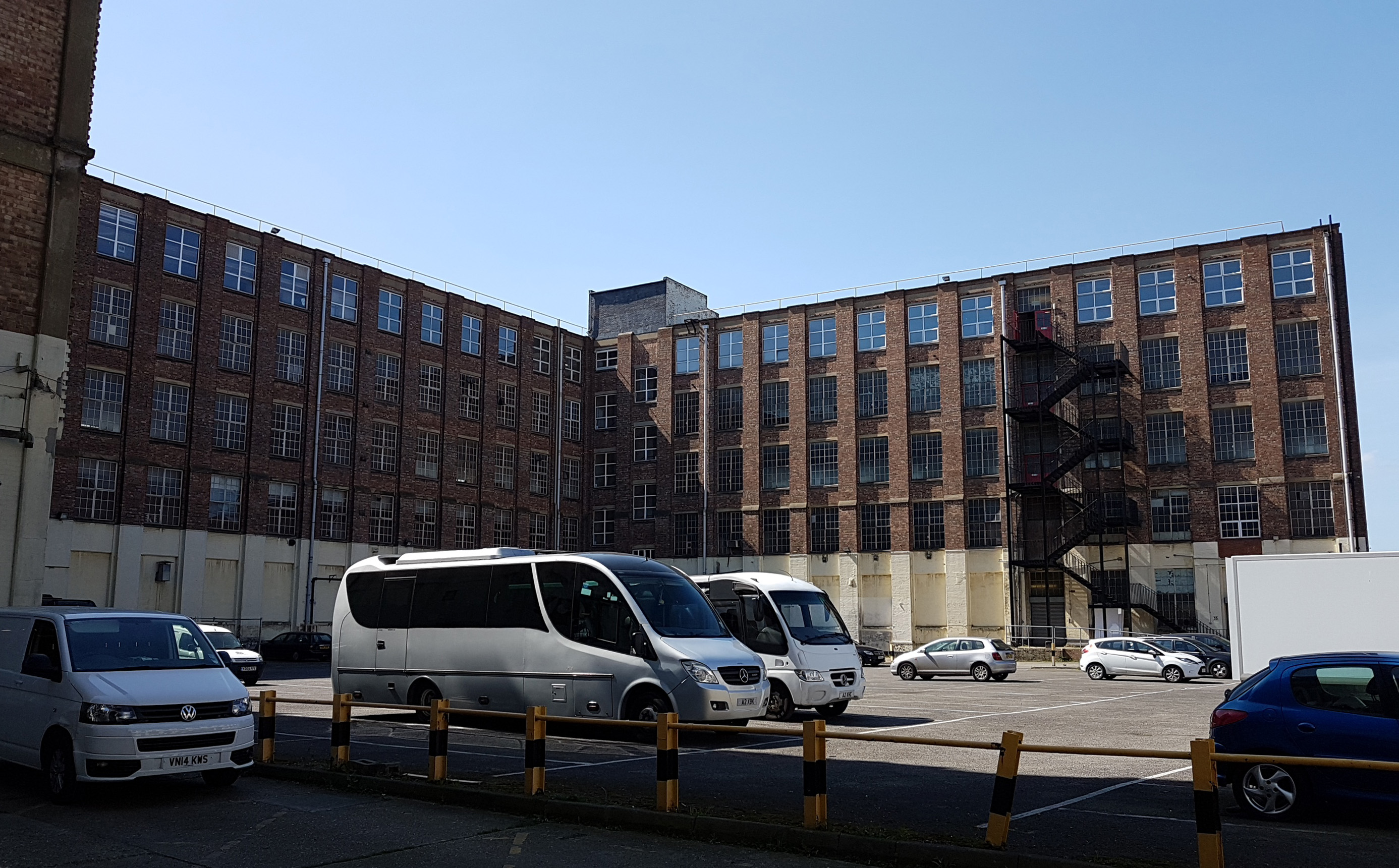
Edificio en forma de L, 1911
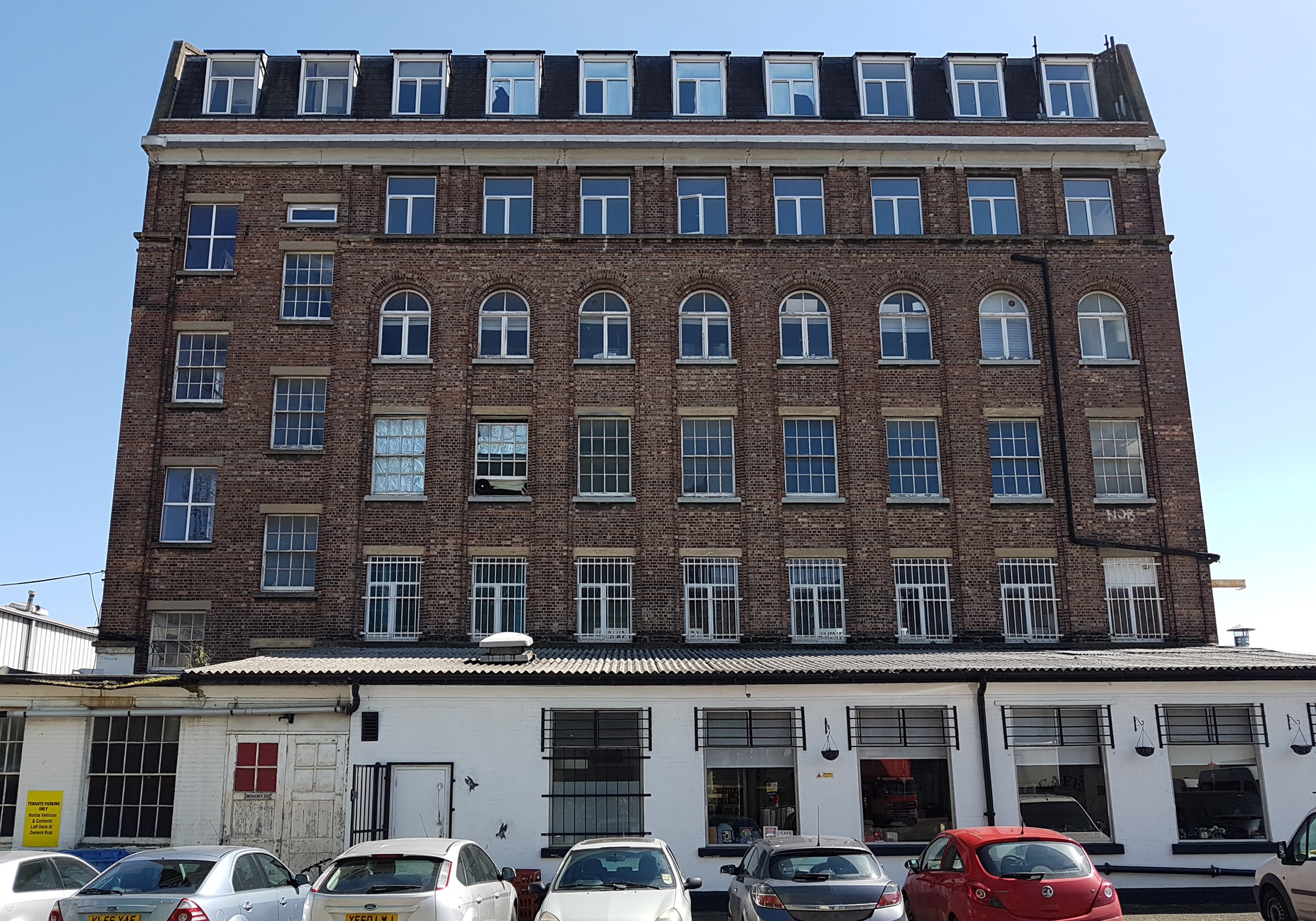
Oficina principal, 1911
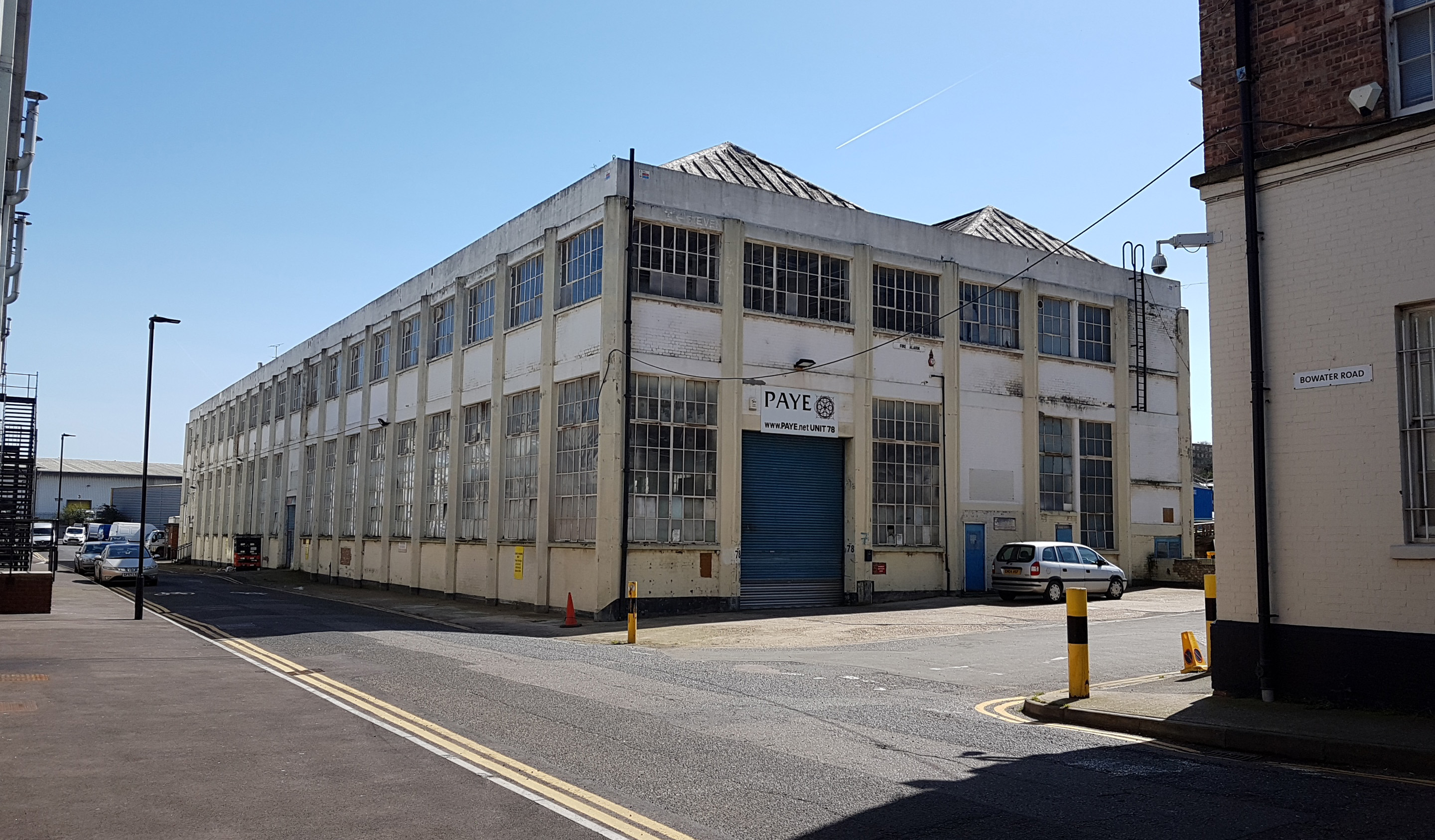
Tienda de cables, 1937
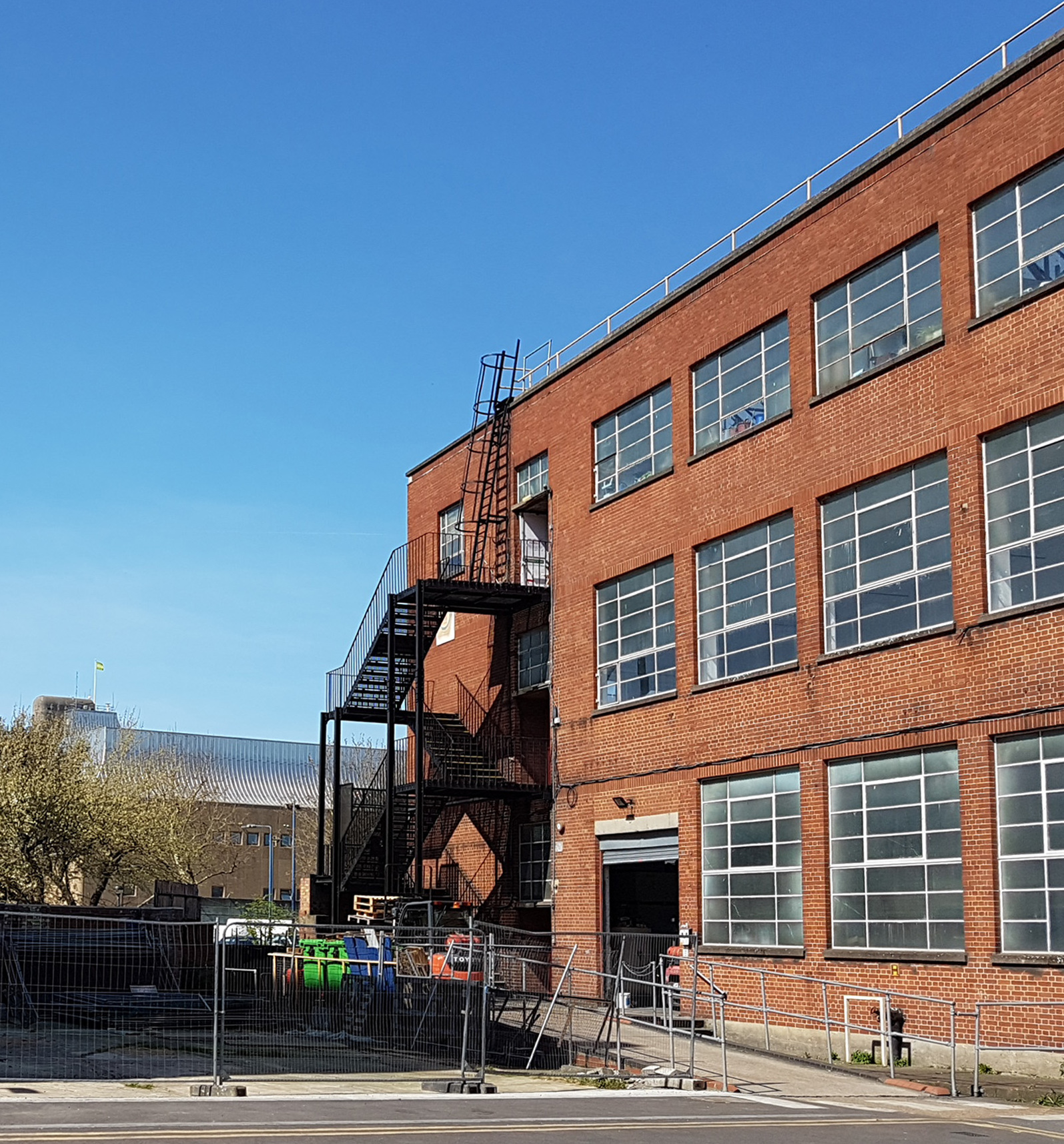
Escuela de radio marina, 1947